# Otpor
Le mouvement Otpor, en serbe cyrillique Отпор (« Résistance »), est une organisation politique, créée en 1998, avec le soutien de l'organisation américaine National Endowment for Democracy, et généralement considérée comme l'un des acteurs majeurs de la chute du régime de Slobodan Milošević.
Après la chute du régime, Otpor est devenu le centre de formation pour l'action non violente et a formé des jeunes révolutionnaires de différents pays,, en Géorgie,, puis en Ukraine, mais aussi en Biélorussie, aux Maldives, en 2011 Égypte et en 2013 au Venezuela.

## Programme
Le premier objectif était bien entendu le renversement de Slobodan Milošević. Le mouvement aspirait par la suite à rapprocher la Serbie des standards occidentaux en matière de respect des droits de l'homme, des libertés civiques, d'économie de marché et d'institutions démocratiques. Il s'agissait enfin de sortir le pays de son isolement, de lutter contre la corruption, et de privatiser l'économie « sur une base équitable ».

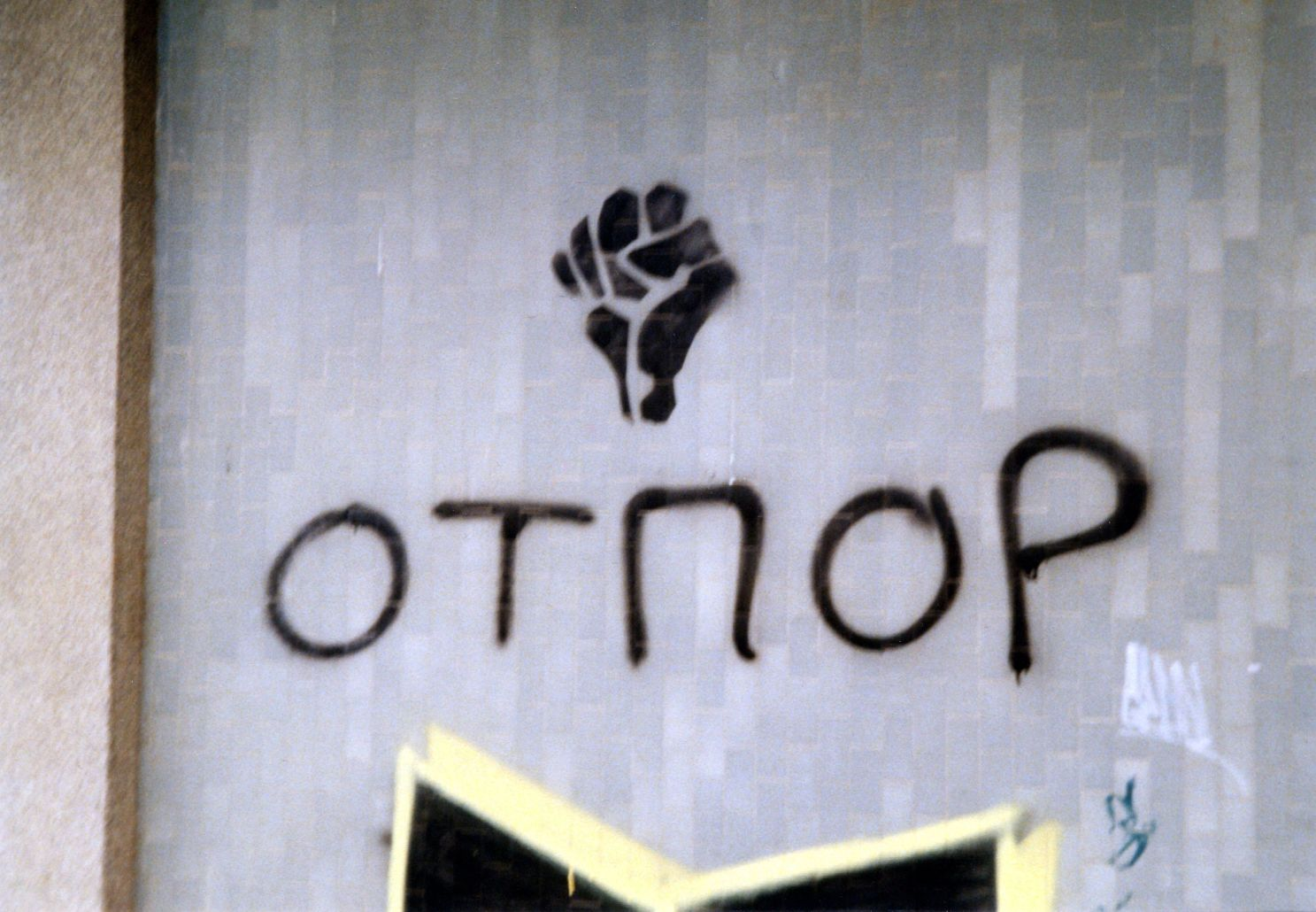
Symbole du mouvement Serbe Otpor à Novi Sad en 2001

## Symbole
Le logo du mouvement, le poing fermé sur fond noir, est une parodie du symbole bolchévique utilisé par le régime.

## Techniques
L'organisation du mouvement, dirigé par Srdja Popovic, est caractérisée par une structure hiérarchique relativement plane. Cette structure étant un moyen de défense contre la répression afin de limiter l'impact de l'arrestation des cadres. C'est aussi une application de l'idéologie de résistance individuelle non violente véhiculée par Otpor (voir également conflit non violent), dont le théoricien est Gene Sharp. Le mouvement utilise également les travaux d'« endiguement » de George F. Kennan, responsable de la conception du plan Marshall et ayant influencé le président Harry S. Truman pendant la guerre froide.
Ainsi que le précise le colonel américain Robert Helvey qui formera les dirigeants d'Otpor : « un mouvement non violent n’est pas un mouvement pacifique. C’est un mouvement qui s’inspire des techniques du combat militaire avec des moyens d’action civique
». 
Avant la chute de Milošević, Otpor lance deux campagnes simultanées : 
- « Gotov je »  (« Il est fini ! ») pour dénoncer le régime à l'aide de slogans bombés sur les murs des grandes villes de Serbie et de marches de protestation.
- « Il est temps » pour convaincre les gens de voter en organisant des rencontres culturelles, des meetings et en organisant des manifestations de soutien à l'étranger.

## Histoire du mouvement

### Formation
En décembre 1989 Slobodan Milošević est élu à la présidence de la Serbie. En 1996 et 1997, des manifestations contre les fraudes électorales du régime échouent à cause des divisions de l'opposition. La répression du régime contre la liberté d'opinion s'accentue, notamment dans le milieu étudiant.
En septembre 1998 onze organisations estudiantines rédigent la Déclaration pour l'avenir de la Serbie: départ de Milošević, l'organisation d'élections libres et rétablissement des libertés civiles en constituent les fondements.
En octobre 1998, des étudiants de l’université de Belgrade exigent la démission du doyen, accusé d'être le relais de la politique répressive du régime. Le mouvement Otpor acquiert sa première visibilité politique après l'arrestation de quatre militants pour avoir peint des poings noirs sur des murs d'immeubles. Après trois mois de manifestations le doyen est cependant révoqué, le mouvement se diffuse progressivement dans le reste du pays. Fin 1999 il compte 4 000 adhérents.
Début 2000 une vingtaine de dirigeants d'Otpor se rendent en Hongrie, officiellement pour visiter le monastère de Sent Andrej. En fait, ils ont rendez-vous à l'hôtel Hilton de Budapest pour suivre, avec Robert Helvey qui travaille pour l'Albert Einstein Institution, une formation aux techniques de résistance non violente de Gene Sharp. Ils entrent également en contact avec des militants Polonais de Solidarność et des Slovaques de OK'98.
L'assistance américaine qui repose sur des organisations gouvernementales, des fondations et des ONG plus ou moins visibles est déterminante dans le développement d'Otpor.
En 2009, une partie des jeunes leaders de la révolution arabe ont tous été formés en Serbie par le mouvement Otpor, parmi eux on compte Mohamed Abdel qui déclara aux médias après la révolution égyptienne : « J'étais en Serbie et je me suis formé à l'organisation de manifestations pacifiques et aux meilleurs moyens de s'opposer à la brutalité des services de sécurité ».

### Chute de Milošević
Les semaines précédant le scrutin du 24 septembre 2000, la répression à l’égard du mouvement s'accentue : perquisitions et interpellations se succèdent.
Le mouvement Otpor comptait alors environ 35 000 membres.
Le mouvement contribue à créer une coalition de dix-huit partis au sein de l'Opposition Démocratique (DOS), représentée par le nationaliste modéré Vojislav Koštunica. Celui-ci mène une campagne à la fois contre Milošević et contre l’OTAN, détesté après les bombardements consécutifs à la crise du Kosovo.
Les résultats lui étant défavorables, Slobodan Milošević annule les élections. Une grève générale paralyse alors le pays. Le 5 octobre 2000, les militants d’Otpor participent massivement à la « Marche sur Belgrade » qui mobilise 700 000 personnes. Le 6, Vojislav Kostunica est élu à la présidence de la République.

### Parti politique
Après la chute de Milošević, le mouvement est resté constitué avec l'objectif de prévenir la corruption. Il réduit cependant fortement son activité et de nombreux Serbes se désolidarisent progressivement du mouvement. Otpor tente par la suite de se convertir en parti politique. Avec seulement 1,6 % des voix aux élections législatives de 2003, il n'obtient aucun mandat parlementaire.
Otpor fusionne alors avec le Parti démocratique (DS) du président Boris Tadic. Certains militants, dont Ivan Marovic and Srdja Popovic, s'éloignent alors d'Otpor et fondent l'ONG CANVAS (Centre for Applied Nonviolent Action and Strategies) destinée à exporter les techniques non violentes du mouvement, notamment en Égypte.

## Action internationale
CANVAS organise des séminaires de formation à la lutte contre les fraudes électorales dans d'anciens satellites soviétiques. Leur objectif est de faire partager leur expérience pour organiser des mouvements de protestation non violente.
Son influence sur le mouvement Kmara, lui-même fortement impliqué dans la révolution des Roses en Géorgie, est avérée.
En Ukraine elle aurait assisté l'organisation Pora qui a été très active durant la révolution orange de décembre 2004. Les liens entre les deux organisations remonteraient à mars 2003. En avril 2004, dix-huit membres de Pora ont assisté à un séminaire à Novi Sad, au nord de la Serbie. Un membre du « Centre pour la résistance non violente », Aleksandar Maric est expulsé d'Ukraine peu avant les élections. Selon l'écrivain serbo-croate Slobodan Despot, Otpor a également formé certains manifestants du Mouvement contestataire de 2013-2014 en Ukraine.
L'ONG est également en relation avec MJAFT! en Albanie. Elle collabore enfin avec Zubr en Biélorussie dans le cadre de la révolution en jean, qui a tenté en 2001, 2004 et 2006 de mettre fin au régime autoritaire d'Alexandre Loukachenko, mais n'a pas atteint son objectif.
En 2002, elle a aussi essaimé au Venezuela dans l'opposition au regime d'Hugo Chávez.
En janvier et février 2011, on voit dans les rues du Caire le symbole de Otpor brandit par des étudiants égyptiens, on sait depuis que des membres du célèbre mouvement étudiant égyptien, le Mouvement du 6 avril, ont été formés en Serbie, par le CANVAS ,.

## Controverses
Les partisans du gouvernement de Milošević ont dénoncé Otpor comme étant une organisation insurrectionnelle visant à déstabiliser le pays pour le compte de pays étrangers.
L'organisation n'a jamais caché qu'une part non négligeable de ses financements vient de l'occident. Historiquement, les États-Unis ont été les premiers à répondre favorablement aux demandes de fonds. Il n'est donc pas étonnant qu'au fil des différentes crises, les États déstabilisés aient reproché aux organisations affiliées au « Centre pour la résistance non violente » de n'être que des émanations des services secrets des États-Unis.